# 매슈 윌킨슨 (배우)
매슈 윌킨슨(Mathew Wilkinson, 1979년 12월 29일 ~ )은 오스트레일리아의 배우이다.